# Brumari

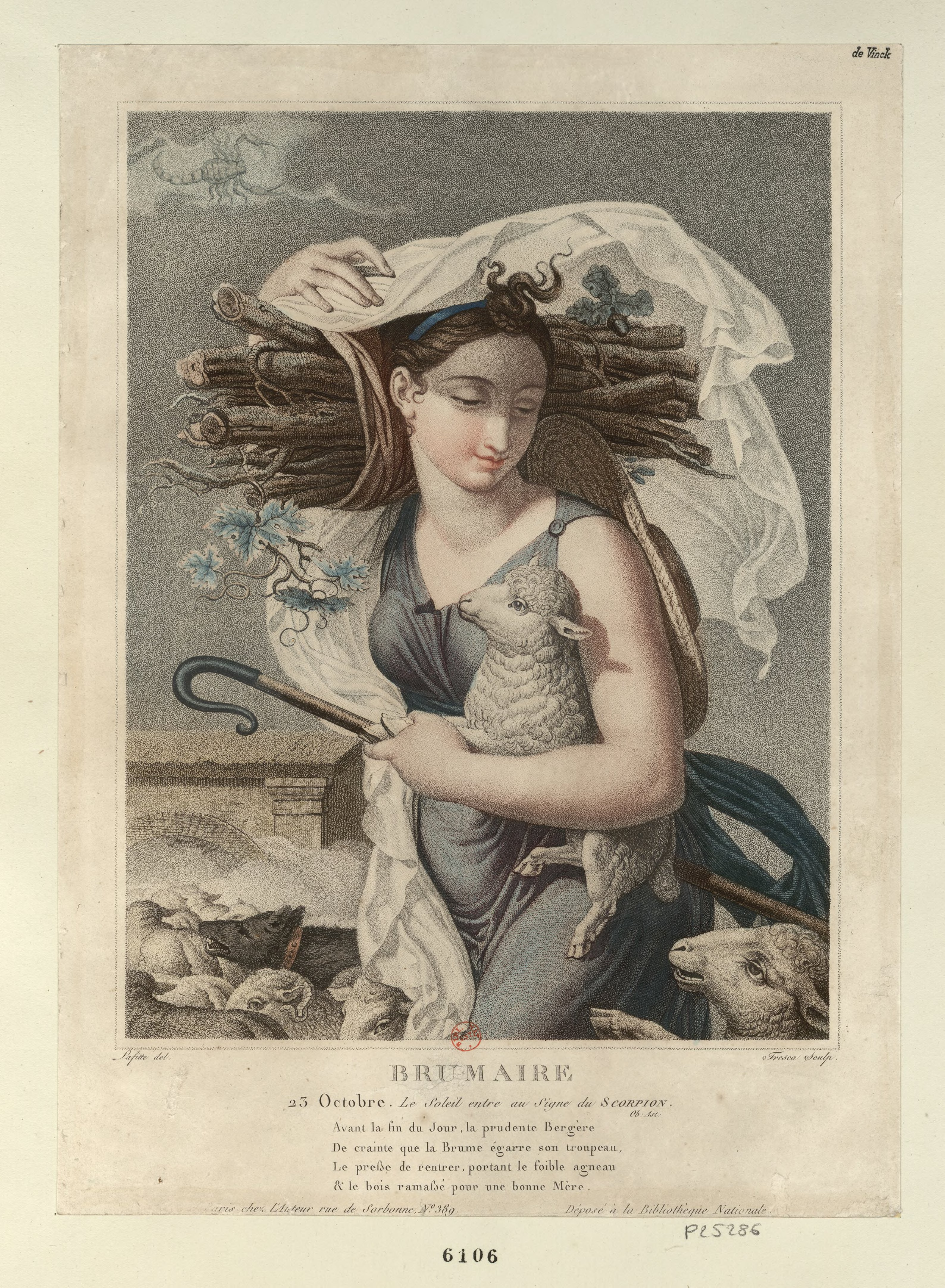
Al·legoria, autor anònim.

Brumari (en francès Brumaire) era el nom del segon mes del calendari republicà francès, i segon també de l'estació de la tardor, que començava el 22 d'octubre i acabava el 21 de novembre. Coincideix aproximadament amb el pas aparent del Sol per la constel·lació d'Escorpí.

## Etimologia
El nom del mes deriva del francès brume, que vol dir boira. Segons l'informe a la Convenció proposat pel poeta Fabre d'Églantine, aquest nom es refereix a «les boirines i les boires baixes que són la transsudació de la naturalesa d'octubre al novembre». El sufix -ari denota que el mes pertany a l'estació de la tardor, igual que Vendemiari i Frimari.

## 18 de Brumari de l'any VIII
La data del 18 de Brumari per antonomàsia es refereix al 18 de brumari de l'any VIII (9 de novembre de 1799), quan Napoleó Bonaparte va donar el cop d'estat que va acabar amb el Directori i va donar lloc al Consolat. Aquest cop d'estat marca per als historiadors la fi de la Revolució francesa.

### Els fets
El Directori s'havia fet impopular a causa del desordre en la hisenda pública, de la deplorable situació de la instrucció pública, la ruïna per les guerres i els desordres interiors i el bandidatge que imperava en les províncies. El Conseil des Anciens i el Conseil des Cinq-Cents eren dividits i incapacitats per haver dictat diversos decrets que el poble considerava desastrosos. Tres partits conspiraven per obtenir el poder, que decididament s'escapava de les mans dels directors. Bonaparte, assabentat d'aquest estat de coses, retornà ràpidament d'Egipte el 9 d'octubre i, després de rebre tota mena de confidències, va tramar una conspiració ajudat per Sieyès, Talleyrand-Périgord i Fouché. Amb el pretext de les trames jacobines, aquests pretenien traslladar a Saint-Cloud els dos cossos co-legisladors, i que el Conseil des Anciens nomenés Bonaparte comandant en cap de la guardia de Saint-Cloud i de totes les forces de París.
Aquest decret, presentat als Anciens per Cornudet, s'aprovà tot, quasi sense discutir-lo, doncs la majoria dels que formaven el Conseil estaven compromesos amb la conjura. S'havia tingut cura de no citar en la sessió celebrada al matí del 9 de novembre els no inclosos. A les vuit del matí Cornudet portava els dos decrets a Napoleó, que des de les sis esperava al carrer de la Victòria envoltat de generals i oficials de l'exèrcit i de la Guàrdia nacional, que aquell havia fet acudir a casa seva sense comunicar-los l'objecte de la reunió. Immediatament va muntar a cavall el general, acompanyat de tres regiments de cavalleria i d'un brillant seguici, dirigint-se al Conseil des Anciens per a prestar jurament a la Constitució. A les onze es transmetia el decret al Conseil des Cinq-Cents, presidit per Lucien Bonaparte, que va aixecar la sessió sense permetre cap discussió.
Dels individus del Directori, Sieyes i Ducos restaven obertament al costat de Bonaparte; Barras, el qual es justificà escrivint una espècie de carta de dimissió, fou enviat a la seva residència de Grosbois amb sentinelles de vista, i Gohier i el general Moulin, que van resistir, van ser empresonats al palau de Luxemburg pel general Moreau. L'endemà al matí (19 Brumari), Napoleó, al que el cop d'Estat li costà 1.500.00 de francs, va enviar a Saint-Cloud diversos regiments a les ordes de Sérurier, convenientment equipats, després d'haver-los donat a beure copiosament i 12 francs a cada soldat.

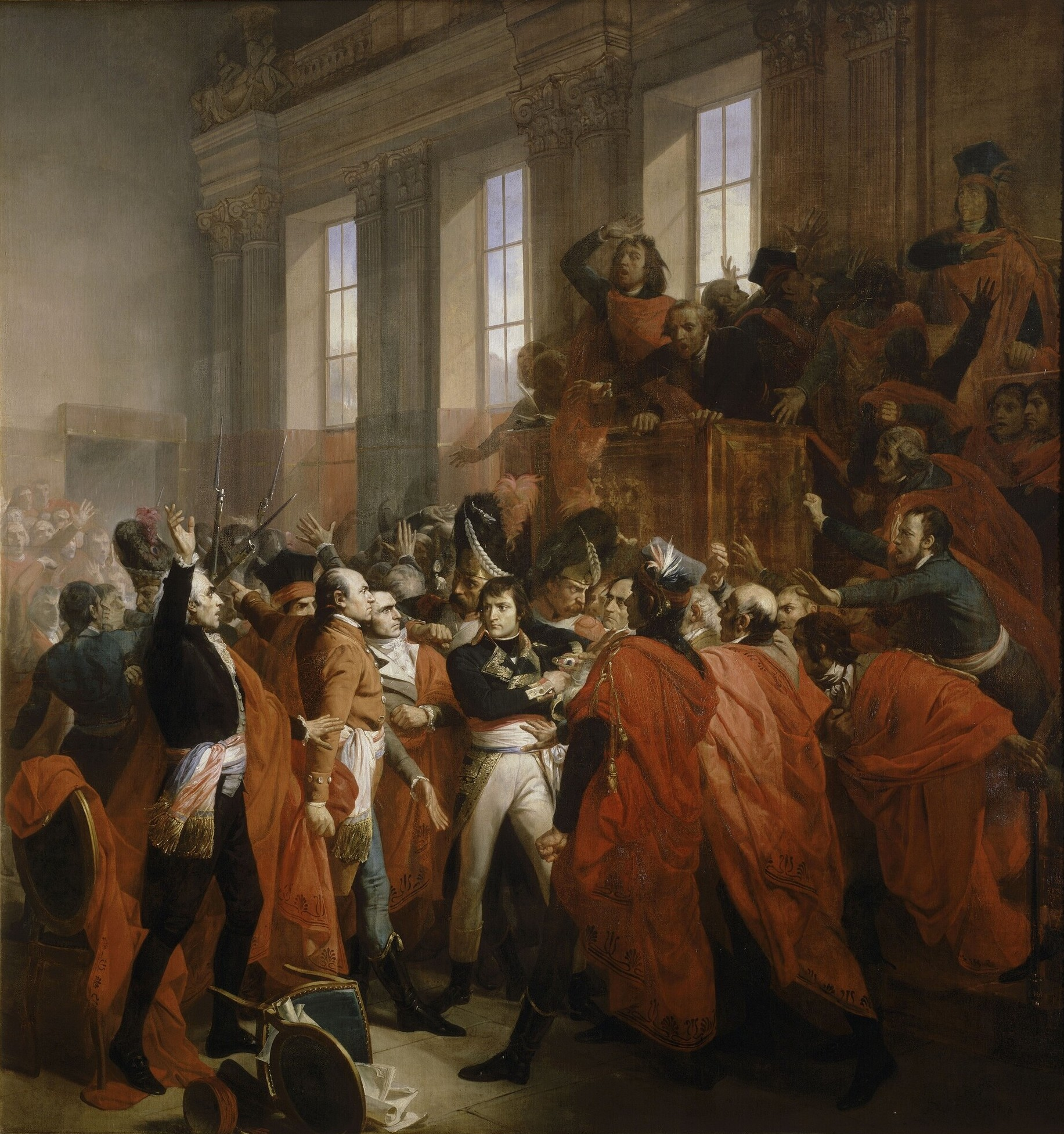
Bonaparte, esbroncat en el Consell dels Cinq-Cents

Els dos Consells estaven en sessió; al dels Cinq-Cents es discutia amb violència pels esdeveniments del dia anterior, i els consellers van acordar jurar de bell nou la Constitució. Bonaparte, després d'entrar en el Conseil des Anciens, on fou molt mal rebut pels que no s'havien conjurat, passà al Consell dels Cinq-Cents que el reberen amb crits de ¡abaix el tirà! ¡abaix el dictador! Bonaparte, que cercava l'aprovació d'aquesta assemblea per donar un aspecte de legalitat a la conspiració, va tractar en va de justificar-se; diversos representants indignats el van atacar verbalment, i van amenaçar-lo. El general va haver d'escapolir-se protegit per diversos granaders que l'havien acompanyat.
Se suposa que aquest acte va ser preparat per Lucien Bonaparte per poder justificar l'acte de força que va seguir. Va dimiter de la presidència, sortir de l'Assemblea i va arengar els soldats dient-les que s'havia de defensar la vida del seu germà i la llibertat del Parlament, amenaçada pels facciosos. A les ordres de Murat va entrar en la sala de sessions una columna de granaders, que van fer sortir per les finestres a molts dels reunits. Però d'aquesta forma quedava el nomenament de Napoleó sense la necessària aprovació del cos legislatiu. Sieyes va reeixir a reunir uns cinquanta diputats que, sota la presidència de Lucien Bonaparte i amb l'adhesió del Conseil des Anciens, van votar la llei anomenada de '19 de Brumari. Es va crear provisionalment una Comissió executiva composta dels ex directors Sieyes i Ducos i el general Bonaparte, amb el nom de cònsols de la República francesa, investits del poder directorial i encarregats d'organitzar la nació, restablir la tranquil·litat interior i pacificar els ànims. 61 diputats van ser exclosos del cos legislatiu i tots, excepte dos, condemnats a la deportació a la Guaiana i a Oléron, encara que aquesta mesura no va esdevenir-se.
El succés del cop d'Estat del 18 de Brumari sens dubte es deu en primer lloc a l'energia de Lucien Bonaparte.